# 檍地域自治区
檍地域自治区（あおきちいきじちく）は、宮崎県宮崎市の地域自治区の一つ。市の東部に位置し、地域自治区のうち最も人口が多い。本項では同区域にかつて所在した宮崎郡檍村（おきむら、あおきそん）についても述べる。

## 地理
南北に長く、東端は日向灘に面し、南端は大淀川北岸に面する。一ツ葉入江には新別府川が注いでいる。
南西部は隣接する中央東地域自治区とともに市街地を形成している。
海岸にはシーガイアなどのレジャー施設や宮崎港がある。海岸の背後には広大な松林が広がっている。

### 町域
- 阿波岐原町
- 一の宮町
- 浮城町
- 永楽町
- 小戸町
- 潮見町
- 昭栄町
- 浄土江町
- 昭和町

- 新栄町
- 新城町
- 新別府町
- 曽師町
- 大王町
- 高洲町
- 田代町
- 出来島町
- 中西町

- 稗原町
- 日ノ出町
- 前原町
- 港一丁目 - 三丁目
- 港東一丁目 - 三丁目
- 宮崎駅東一丁目
- 宮脇町
- 山崎町
- 吉村町

## 歴史
- 1889年（明治22年）5月1日 - 町村制の施行により、北那珂郡山崎村・江田村・新別府村・吉村の区域をもって檍村が発足。
- 1896年（明治29年）4月1日 - 郡の統合により檍村の所属郡が宮崎郡に変更[2]。
- 1932年（昭和38年）4月20日 - 檍村が宮崎市に編入。
- 2006年（平成18年）1月1日 - 旧・檍村が檍地域自治区となる。

## 地域

### 教育
- 宮崎市立檍小学校
- 宮崎市立檍北小学校
- 宮崎市立潮見小学校
- 宮崎市立宮崎港小学校
- 宮崎市立檍中学校
- 宮崎市立宮崎中学校
- 宮崎県立宮崎海洋高等学校
- 宮崎学園中学校・高等学校

### 文化施設
- 宮崎科学技術館
- 中央公民館
- 檍公民館
- 宮崎地区交流センター

### 体育施設
- 宮崎市総合体育館

## 交通

### 道路
- 一ツ葉道路
  - シーガイアインターチェンジ
- 宮崎県道11号宮崎島之内線

### 港
- 宮崎港
  - 宮崎カーフェリー
  - マルエーフェリー

## 名所・旧跡・観光スポット・祭事・催事
- フェニックス・シーガイア・リゾート
- みやざき臨海公園
  - サンマリーナ
  - 一ッ葉海水浴場（サンビーチ一ッ葉）
- 阿波岐原森林公園
  - 江田神社 - イザナギが禊を行って天照大神・月夜見尊・スサノオを産んだとされる。
  - 市民の森
- 宮崎中央公園（文化の森）
  - 1981年開園、現在同じ宮崎市大字糸原に移っている宮崎刑務所の跡地を利用して作られた。